# 69230 Hermes
För andra betydelser, se Hermes (olika betydelser).
69230 Hermes eller 1937 UB är en Apollo-asteroid som korsar både Mars och Venus banor, och som upptäcktes när den passerade jorden på ungefär dubbla avståndet till månen den 30 oktober, 1937. Den är uppkallad efter den grekiska guden Hermes .
Hermes har en ovanlig upptäcktshistoria. Sitt höga nummer till trots upptäcktes den redan på 30-talet, och borde haft ett nummer runt 1500. Den upptäcktes av den tyske astronomen Karl Wilhelm Reinmuth två dagar innan den var som närmast Jorden, och kunde endast observeras under 5 dygn innan den blev för ljussvag för att kunna spåras. Data räckte då inte till för att kunna fastställa asteroidens bana och ge den ett officiellt nummer, men den fick ändå sitt nuvarande namn av upptäckaren.
Hermes förblev onumrerad i över 65 år. Den 15 oktober 2003 gjorde däremot Brian A. Skiff i projektet LONEOS en observation av en jordnära asteroid, som visade sig vara en återupptäckt av Hermes. Dess bana kunde spåras tillbaka i tiden, och överensstämde med Reinmuths observationer 1937.  Banan är numera väl känd, och Hermes har fått numret 69230. Man kunde visa att den hade varit ännu något närmare Jorden år 1942 (1,7 månavstånd)

## Måne
2003 upptäckte en grupp forskare med hjälp av Arecibo-observatoriet att asteroiden har en 500 meter stor måne. Omloppsbanan uppskattas ha en halv storaxel på 1,1 kilometer och den gör ett varv runt Hermes på 13,89 timmar.

## Skönlitteratur
- I en prisbelönt ungdomsroman av Sture Lönnerstrand, Rymdhunden (1954), nämns den som en asteroid som "kommer jorden närmare än vår egen måne".
- I en roman av John Baxter, The Hermes Fall (1978), hotar asteroiden att kollidera med Jorden år 1980.